# Тиняле
Тиня̀ле (на италиански: Tignale, на източноломбардски: Tignàl, Тинял) е община в Северна Италия, провинция Бреша, регион Ломбардия. Разположено е на 555 m надморска височина. Населението на общината е 15 777 души (към 2013 г.).
Административен център на общината е село Гардола (Gardola).